# Knox (Maine)
Knox es un pueblo ubicado en el condado de Waldo en el estado estadounidense de Maine. En el Censo de 2010 tenía una población de 806 habitantes y una densidad poblacional de 10,67 personas por km².

## Geografía
Knox se encuentra ubicado en las coordenadas 44°31′4″N 69°13′00″O / 44.51778, -69.21667. Según la Oficina del Censo de los Estados Unidos, Knox tiene una superficie total de 75.55 km², de la cual 75.04 km² corresponden a tierra firme y (0.68%) 0.52 km² es agua.

## Demografía
Según el censo de 2010, había 806 personas residiendo en Knox. La densidad de población era de 10,67 hab./km². De los 806 habitantes, Knox estaba compuesto por el 96.65% blancos, el 0% eran afroamericanos, el 0% eran amerindios, el 1.36% eran asiáticos, el 0.25% eran isleños del Pacífico, el 0.99% eran de otras razas y el 0.74% pertenecían a dos o más razas. Del total de la población el 0.99% eran hispanos o latinos de cualquier raza.